# Aclis egregia
Aclis egregia är en snäckart som beskrevs av Dall 1889. Aclis egregia ingår i släktet Aclis och familjen Aclididae. Inga underarter finns listade i Catalogue of Life.